# Fiică

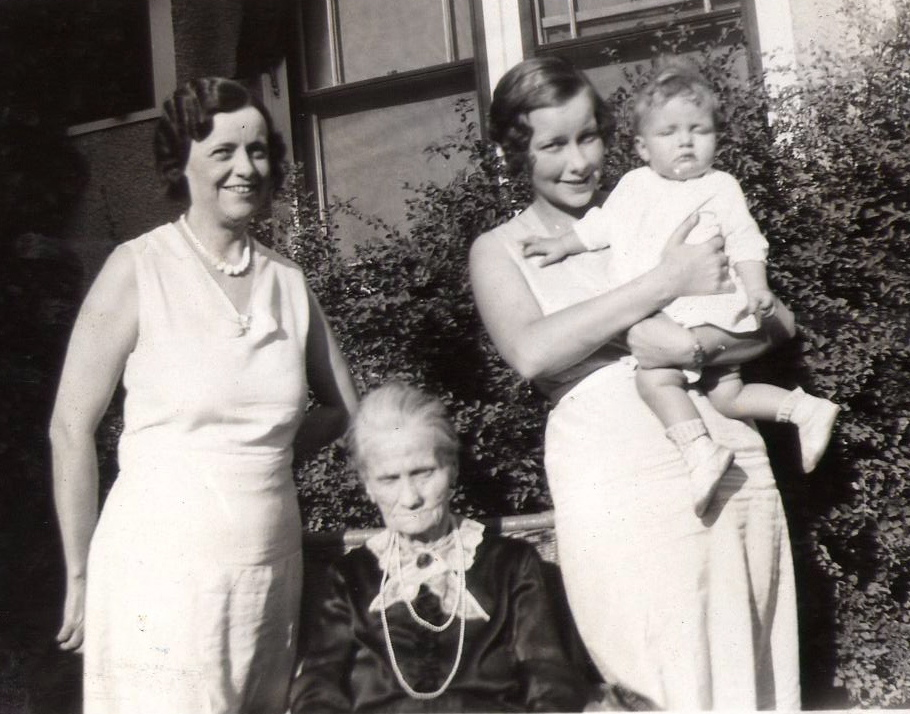

În terminologia de rudenie, o fiică este descendentul de gen feminin al unei relații dintre doi părinți; descendentul de gen masculin se numește fiu.